# Los cinco hermanos
Los cinco hermanos fue la denominación popular que recibió un grupo de políticos en Uruguay que tuvo una importante influencia en el primer gobierno de Fructuoso Rivera.

## Reseña

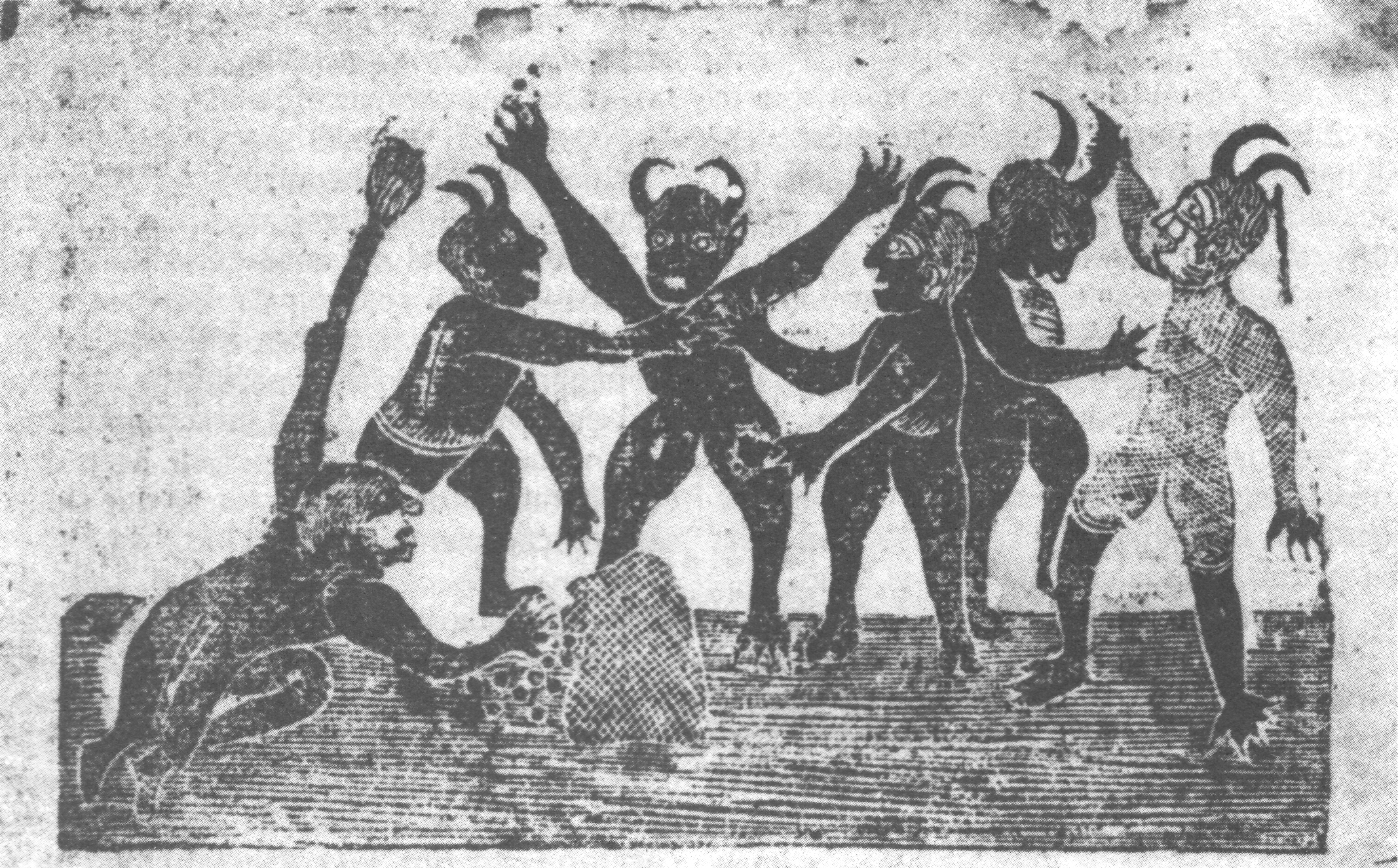
Grabado aparecido en el periódico ilustrado "La Diablada o el robo de la Bolsa" impreso en 1832 en el que se parodia a "Los cinco hermanos" y a Santiago Vázquez quien colaboró estrechamente con ellos, mostrándolos como diablos vaciando una bolsa de dinero. Debajo del título de la publicación estaba escrito el encabezado "Ya lo veis - Para el robo - Somos seis".

El grupo estuvo integrado por Lucas Obes y sus cuñados Nicolás Herrera, José Longinos Ellauri, Julián Álvarez y Juan Andrés Gelly. La relación política entre ellos y Rivera venía de tiempo atrás cuando él y algunos de "Los cinco hermanos" habían integrado el grupo llamado Club del Barón cercano a Carlos Federico Lecor cuando gobernaba la llamada Provincia Cisplatina.
Durante la primera presidencia constitucional del país que se extendió entre 1830 y 1834, tuvieron una importante influencia en la administración del naciente estado acentuada por las características del gobierno de Rivera, quien pasó gran parte de este período en la campaña.

## Críticas
Los críticos de este grupo afirmaban que además de actuar como un grupo de presión e intereses a cargo del gobierno de Uruguay muchas veces también lo hicieron en provecho propio llegando a ocupar distintos cargos de relevancia en el estado uruguayo "repartiéndose cargos y prebendas".
Real de Azúa se refirió a Santiago Vázquez y Lucas Obes como "las dos capacidades políticas más completas que el país tuvo en la primera mitad del siglo, pero, también, el núcleo de hombres mas ajenos y más infieles, a la línea de desarrollo nacional y popular que el artiguismo y los Treinta y Tres representaron".
Su influencia en el gobierno fue vista negativamente por Juan Antonio Lavalleja quien llevó adelante dos movimientos insurreccionales en 1832 y 1834, los cuales fueron fácilmente derrotados.